# Sanja Madunić
Sanja Madunić rođena je u Splitu, Diplomirala na Muzičkoj akademiji u Zagrebu u klasi prof. Marije Borčić. Usavršavala se dvije godine u Stuttgartu i kod prof. Dunje Vejzović.
Do sada tumačila više opernih uloga, a kao koncertna pjevačica suvremeni i klasični repertoar. Nastupala u zemlji i inozemstvu te snimala za radio i televiziju. Ima status slobodnog umjetnika a ujedno je i dobitnica nagrade Porin. Nastupala na brojnim glazbenim festivalima (Osorske glazbene večeri, Dubrovačke ljetne igre, Glazbene večeri u Donatu, Varaždinske barokne večeri, Zagrebački biennale, Požeške orguljaške večeri). Više puta nastupala sa Zagrebačkom filharmonijom i Hrvatskim komornim orkestrom, Zadarskim komornim orkestrom, Simfonijskim orkestrom opere HNK Split, Simfonijskim puhačkim orkestrom Hrvatske vojske, Dubrovačkim simfonijskim orkestrom, Orkestrom opere HNK Zagreb, Splitskim komornim orkestrom, Simfonijskim orkestrom i zborom HRT-a. Profesorica je solo pjevanja na srednjoj glazbenoj školi "Josip Hatze" u Splitu.